# Иерия
Иерия (др.-греч. Ἱερεῖα, Ἱερία, Ἡρία) — расположенный на азиатском берегу пригород Константинополя, идентифицируемый с современным районом Стамбула Фенербахче.
Идентификация Иерии с районом Фенербахче («сад у маяка») была предложена ещё французским путешественником XVI века Пьером Жилем и с тех пор не оспаривалась. Согласно рассказу Прокопия Кесарийского в трактате «О постройках», император Юстиниан I (527—565) построил дворец в Гирее, «который теперь называется Гиероном („Святилищем“)». Под сходными именами эта местность упоминается у многих византийских авторов. Во дворце имелась гавань и посвящённая Богородице церковь. В Иерии находилась резиденция императора Ираклия (610—641), там же в 754 году состоялся Иконоборческий (Иерийский) собор. В правление императора Василия I (867—886) к церкви была пристроена часовня в честь пророка Илии, дальнейшее развитие было при императоре Константине VII Багрянородном. Поcле 1203 года о дворце упоминаний нет, археологические свидетельства довольно скудные.